# Холланд, Стив
Стив Хо́лланд (англ. Steve Holland; род. 30 апреля 1970, Дерби) — английский футболист и тренер.

## Клубная карьера
Будучи школьником, Холланд выступал за академию «Дерби Каунти», пока не получил тяжёлую травму, которая поставила крест на его профессиональной карьере. В короткие периоды он всё же играл в профессиональных клубах, таких как «Бери», шведская «Хускварна» и полупрофессиональном «Нортуич Виктория». В возрасте 21 год после нескольких неудачных попыток в различных клубах он решил перейти на тренерскую карьеру.

## Тренерская карьера
В 1992 году Дарио Гради позвал Холланда в «Кру Александра» тренировать команду до 18 лет. Ещё в бытность тренером молодёжного состава «Дерби Каунти» Гради тренировал Холланда.
В 2006 году он поступил на курсы получения лицензии УЕФА категории Pro, которые закончил в июне 2007 года. В 2009 году он также получил Сертификат ПФА в области прикладного управления в Университете Уорика.
Карьерный рост Холланда в «Кру Александра» проходил очень медленно, прежде чем он стал директором академии клуба. Одновременно с руководством академией он являлся тренером первой команды. В начале сезона 2006/07 Гради заявил, что Холланд будет больше задействован в первой команде. 20 апреля 2007 года было объявлено, что Дарио Гради с 1 июля 2007 года переходит на новую должность технического директора, а Стив Холланд будет повышен до тренера первой команды, одновременно сохраняя свою работу в качестве директора академии. Гради сказал, что Холланд «правильный человек» для того, чтобы в конечном счете заменить его, и что этот шаг был «постепенным переходом» в должности главного тренера. Этот шаг означает, что роль Холланда в клубе была гораздо ближе к главному тренеру команды, нежели просто к тренеру. 18 ноября 2008 года, Холланд оставил эту работу и был заменен на бывшего тренера Дарио Гради, после чего он провёл переговоры с клубом, чтобы определиться со своим будущим. 9 декабря 2008 года, было сообщено о том, что Холланд покинет «Кру Александра». 6 марта 2009 года он был назначен тренером молодёжной академии «Сток Сити».
12 августа 2009 года Холланд был назначен тренером резервной команды «Челси». В сезоне 2009/10, Холланд входил в состав управленческой команды «Челси», которая выиграла золотой дубль, впервые в истории клуба. В сезоне 2010/11, резервная команда под управлением Холланда выиграла Премьер-лигу для резервистов. В финале национального плей-офф был обыгран по пенальти 5:4 чемпион Северной Премьер-лиги для резервистов «Блэкберн Роверс».
29 июня 2011 года было объявлено, что Холланд станет помощником главного тренера «Челси» Андре Виллаша-Боаша. Когда Виллаш-Боаш был уволен 4 марта 2012 года, на смену ему пришёл Роберто Ди Маттео, который оставил Холланда в своём тренерском штабе. Он продолжал оставаться в этой должности и при временном тренере Рафаэле Бенитесе и после того, как Жозе Моуринью вновь возглавил клуб в 2013 году.
После увольнения Жозе Моуринью, 19 декабря 2015 года, Стив Холланд был назначен исполняющим обязанности главного тренера на предстоящий матч против «Сандерленда». Под его руководством команда победила со счётом 3:1. После вошёл в тренерский штаб исполняющего обязанности главного тренера Гуса Хиддинка.
В августе 2013 года Стив Холланд был назначен помощником главного тренера молодёжной сборной Англии Гарета Саутгейта.

## Тренерская статистика
| Команда        | Страна | Начало работы   | Завершение работы | Показатели | Показатели | Показатели | Показатели | Показатели | Показатели | Показатели | Показатели |
| Команда        | Страна | Начало работы   | Завершение работы | И          | В          | Н          | П          | % побед    | МЗ         | МП         | РМ         |
| -------------- | ------ | --------------- | ----------------- | ---------- | ---------- | ---------- | ---------- | ---------- | ---------- | ---------- | ---------- |
| Кру Александра | Англия | 1 июля 2007     | 18 ноября 2008    | 72         | 19         | 18         | 35         | 26,38      | 0          | 0          | 0          |
| Челси          | Англия | 19 декабря 2015 | 20 декабря 2015   | 1          | 1          | 0          | 0          | 100        | 3          | 1          | +2         |
| Итого          | Итого  | Итого           | Итого             | 73         | 20         | 18         | 35         | 27,39      | 0          | 0          | 0          |

## Достижения
«Челси»
- Чемпион Премьер-лиги: 2014/15[источник не указан 465 дней]
- Чемпион Премьер-лиги для резервистов: 2010/11[источник не указан 465 дней]
- Обладатель Кубка Англии: 2012[источник не указан 465 дней]
- Обладатель Кубка Футбольной лиги: 2015[источник не указан 465 дней]
- Победитель Лиги чемпионов УЕФА: 2012[источник не указан 465 дней]
- Победитель Лиги Европы УЕФА: 2013[источник не указан 465 дней]
- Итого: 6 трофеев